# キム・ミナ
キム・ミナ（ハングル表記：김민아）は、大韓民国のアナウンサー 。2007年にMBCスポーツプラスのアナウンサーを務めた。2014年からSBSスポーツのアナウンサーを務めている。

## 学歴
- 延世大学校 仏語仏文学科 学士[1]